# 小林麻里
小林 麻里（こばやし まり、1993年4月26日 - ）は、日本のAV女優。セレクション所属。
身長:149cm。スリーサイズ:B82(C)・W60・H86cm。趣味・特技:旅行、ダンス。

## 略歴・人物
2011年にAVデビュー。小柄で華奢なロリ系のAV女優。

## 出演作品

### アダルトDVD
2011年
- 文化系部活少女 文芸部 まり（9月24日、ラマ）
- ADの妹（女子校生）の部屋にこっそり隠しカメラを置いたら予想以上にスゴい映像が撮れた! 酔った勢いで次々と過激なことを…。最近の女子校生はこんな事になってるの?（10月6日、Hunter）
- 究極の妄想発明シリーズ第26弾 時間が止まる腕時計 パート8（10月6日、ROCKET）
- 銭湯のロリコン店主が経営難で始めた子ども同伴＆交換ぬるべちょ撮影会 〜10・20 秋の夜長は親子丼より嫉妬に萌える他人丼でしょ?おと〜さん大会〜（10月20日、ナチュラルハイ）
- 部活美少女専門マッサージ治療院（10月20日、LOTUS）
- 性格良し子ちゃん005 featuring MARI（10月30日、性格良し子ちゃん）
- まり148cm（11月1日、ミニマム）
- 部活帰り 小林麻里（18）（11月10日、zetton）
- JK援交 VOL.36 ガチ中出し（11月24日、サムシング）
- 無毛膣内強制注入 パイパンロリータ 中出しレイプ（11月25日、I.B.WORKS）
- 実の妹とSEX温泉旅行（12月1日、ワンズファクトリー）
- パイパンディルドオナニー（12月9日、I.B.WORKS）
- 地獄のメリークリスマス vol.1（12月16日、虎堂）

2012年
- 田舎に遊びにきた姪っ子を羞恥露出で調教。 VOL.12（1月7日、ワカメ観光）
- ロリータレズエステ VOL.8（1月20日、虎堂）
- 女子校生15人オマ○コ指入れぴちゃぴちゃ自画撮りオナニー vol.5（1月20日、プリモ）
- 悶絶初アクメと中出しの記録 20（1月25日、プラネットプラス）
- ロリ・ナンパすぺしゃる。 27 〜身長149cm以下の小さなロリっ娘! 汚れを知らないちっちゃなお口と未●熟ワレメにいたずら生中出し〜（2月3日、GLAY'z）
- ロリ★プチ 元ジュニアモデル 小林麻里（2月25日、赤青黄）
- 小さい女の子2人と夢の逆3Pセックス（3月1日、MOODYZ）
- おしえご 〜先生に言われるがままに〜（3月7日、Be Free）
- 大学受験の為に泊まったホテルで勉強も手につかないほどペイチャンネルを見ながらオナニーしまくる猿っこ女子校生 からの〜 無料サービスを餌にHなマッサージをしたら即グチョ濡れ!さっき見たAVみたいに色んな体位でハメたがって参った（3月8日、ナチュラルハイ）
- 学犯ブルマバス（3月8日、DEEP'S）
- 女子○○生 拉致監禁 18 餌食にされる白い肌!! No.18 麻里（3月13日、ローグプラネット）
- 美尻娘の三位一体! 桃尻タワー（3月15日、グローリークエスト）
- 「ママはどこ?」母親に裏切られたパイパン○学生に膣内射精（3月19日、姦乱者）
- パイパンなかよしレズビアン（3月19日、アンナと花子）
- 少女飼育 2（3月20日、ユープランニング）
- 死ぬ前にもう一度…溺愛する孫を犯せ! 近親相姦 孫娘4姉妹に中出し処女喪失（3月22日、V&Rプロダクツ）
- いとこ風呂 36（3月25日、JUMP）
- 露恥裏小●生 3（4月1日、幼誘監本舗）
- デカ尻JKのピストン騎乗位DX 2（4月13日、アロマ企画）
- めい（4月13日、無垢）※「めい」名義
- こんな所で全身リップ! 舐め好きスケベ痴女子（4月15日、濡れマンジャパン）
- 死ぬ前にもう一度…溺愛する孫を犯せ！ 近親相姦 孫娘4姉妹に中出し 処女喪失（3月22日、V&Rプロダクツ）
- ヌル撮 ロリオイルマッサージ（4月19日、グローリークエスト）
- 意地悪スロー手コキ（4月26日、アロマ企画）
- ミクロ あさりちゃん 148cm（5月1日、キチックス）
- 少女誘拐監禁飼育ルーム ロリ少女愛好家達が集まる極秘ヤリ部屋強制イラマ緊縛SM痙攣絶頂!! 麻里1●さい（5月1日、幼誘監本舗）
- 誰にも言わないで（5月4日、h.m.p）
- うぶな少女がうるんだ瞳で大好きなおにいちゃんを見上げる快感おもらしロリ妹えっち（5月19日、極ロリCLUB）
- 大胆だけど、ちょっぴりさびしがり屋なJK達のおねだり相互オナニー（6月13日、アロマ企画）
- 女子校生の太股とパンチラ 8（6月13日、アロマ企画）
- 児●虐待・未●年レイプ（6月15日、幼忌妃）
- メチャかわ娘限定! たっぷり射精できる貴方だけを見つめて淫語ローション責めを繰り返す濃厚フェラチオ!! 絶対一緒に発射して下さい。（6月19日、エンペラー）
- ママには内緒の美少女レズエステ! 愛液だだ漏れ敏感パイパン少女悶絶ペニバンファック!!（6月25日、スナイパー）
- アイドル予備軍AV転身 イカセ面接（8月15日、スターパラダイス）

2013年
- 痴漢撃退できずに犯された女を撮る!（1月25日、スターパラダイス）